# 东北高中 (费城)
东北高中（英語：Northeast High School）是一所位于美国宾夕法尼亚州费城市科特曼（Cottman）大道1601号的公立高中。该校是费城地区最为古老的高中之一，初创于1890年，当时名为“东北手工培训学校”（Northeast Manual Training School）。
东北高中校址于1957年以前位于费城第8街和利哈伊（Lehigh）大道之间（即后来的托马斯·爱迪生高中 (Thomas Edison High School) 的所在地）。该校招收居住于包括罗恩赫斯特社区（Rhawnhurst）在内等费城东北部地区的学生家庭。截至2016年6月，共有175个批次的班级从费城东北高中毕业。
该校曾在A&E旗下的系列真人秀中出镜，演员托尼·丹扎曾在剧中于2009-2010学年期间教授十年级英语课。这里也曾是弗雷德里克·怀斯曼（Frederick Wiseman）于1968年制作的一部名为《高中》（High School）纪录片的拍摄地。
该校以其危险性而著名，在宾夕法尼亚州政府于2011年公布的危险高中名单中，共有12所费城地区的高中在列，而东北高中亦名列其中。

## 著名校友
- 威廉·戈登伯格—电影剪辑师，因《逃离德黑兰》一作荣获奥斯卡最佳影片剪辑奖。
- 盖伊·罗杰斯—篮球运动员，入选该校名人堂
- 利尔·乌兹·弗特—饶舌歌手
- 布莉安娜·威廉姆斯—运动员[4]